# Грасси, Джакомо ди
Джакомо ди Грасси — венецианский мастер фехтования, который написал трактат по фехтованию «Причины победоносного использования оружия для атаки и обороны» («Ragione di adoprar sicuramente l’Arme, si da offesa come da difesa») в 1570 году. Текст трактата был позже переведен на английский язык и опубликован в 1594 году, под названием «Di Grassi, His True Arte of Defence». Перевод трактата Джакомо Ди Грасси был одним из самых известных трех трудов в Англии времен Елизаветинской эпохи.

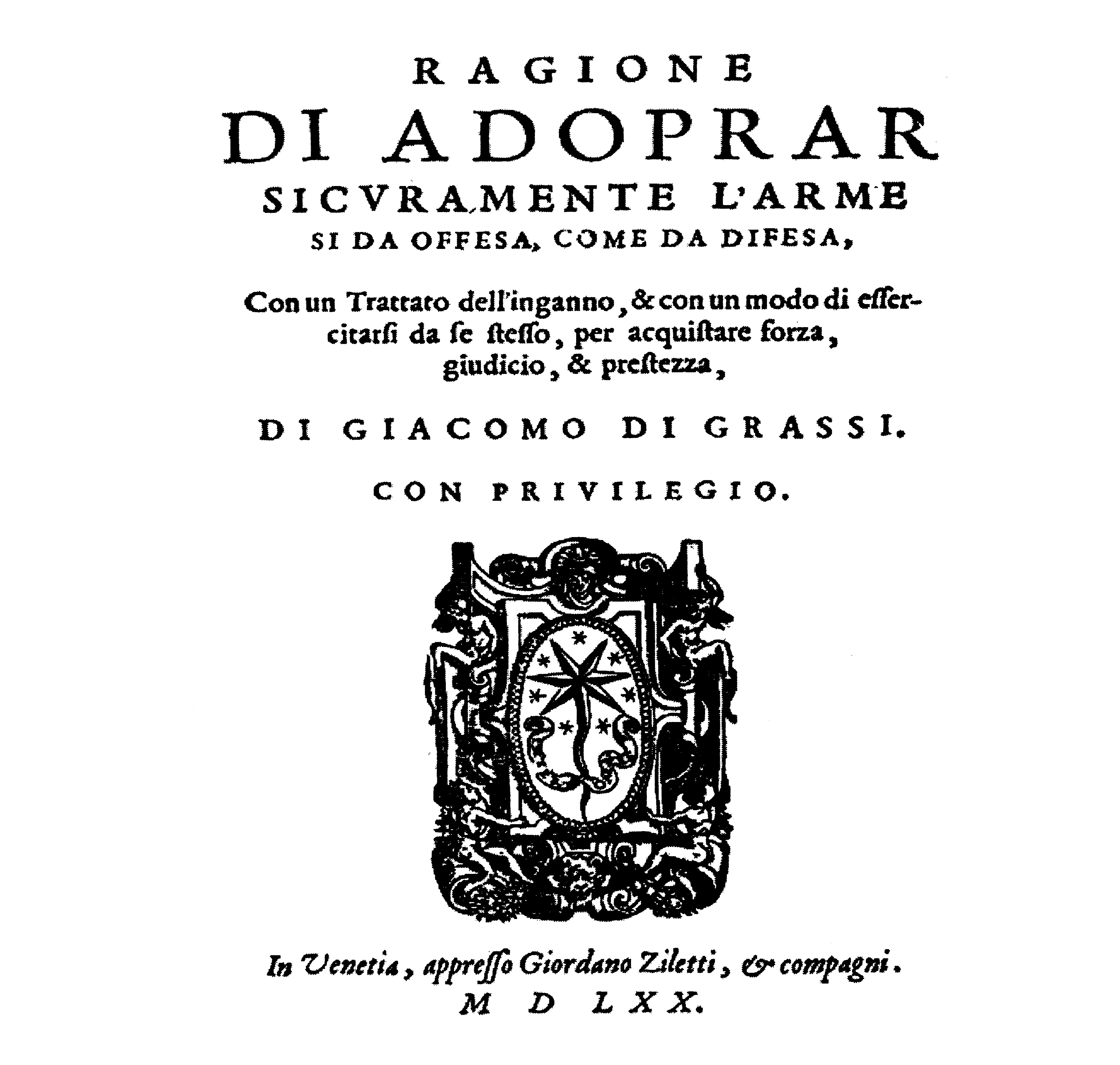
Giacomo di Grassi «Ragione di adoprar sicuramente l’Arme, si da offesa come da difesa»

Главное его учение заключалось в том, что оружие равной длины используются аналогичным способом, выпад предпочтительнее всех других атак, а также он освятил различные особенности фехтования, как нанести колющий удар с выпадом с конкретными видами оружия.

## Причины победоносного использования оружия для атаки и обороны
Трактат Джакомо ди Грасси «Причины победоносного использования оружия для атаки и обороны» описывает принципы, методы обращения с оружием, которое было известно и широко использовалось в те времена. Автор пытается помочь фехтовальщику в обучении этому искусству, так как описал определённые способы, которые позволяют избавиться от беспорядочного управления оружием, избавиться от бесконечного количества напрасных попыток и бессмысленных тренировок. Руководствуясь хотя бы некоторыми представленными в трактате принципами, так как они достаточно легко воспринимаются любым человеком, нет никаких сомнений в том, что человеку удастся обрести победу над своим противником, с ловкостью и с приложением небольшого количества усилий. Работа с таким оружием, как меч, меч и кинжал, тарга, брокеро, ротелла, капа, алебарда, ронха, пика, вертел и др. представлена не только в описательной форме, но и продемонстрирована иллюстрациями.